# Trtnik Glinski
Trtnik Glinski is een plaats in de gemeente Glina in de Kroatische provincie Sisak-Moslavina. De plaats telt 21 inwoners (2001).